# Rajec
Rajec es un municipio del distrito de Žilina en la región de Žilina, Eslovaquia, con una población estimada a final del año 2024 de 5703 habitantes.
Se encuentra ubicado al oeste de la región, cerca del curso alto del río Váh (cuenca hidrográfica del Danubio) y de la frontera con la región de Trenčín.

## Demografía
| Año        | 1994 | 2004    | 2014    | 2024    |
| ---------- | ---- | ------- | ------- | ------- |
| Población  | 6404 | 6074    | 5881    | 5703    |
| Diferencia |      | −5,15 % | −3,17 % | −3,02 % |

| Año        | 2023 | 2024    |
| ---------- | ---- | ------- |
| Población  | 5777 | 5703    |
| Diferencia |      | −1,28 % |